# Lash
Lash es un supervillano ficticio que aparece en los cómics estadounidenses publicados por Marvel Comics. El personaje es un Inhumano. Creado por el escritor Charles Soule y el artista Joe Madureira, apareció por primera vez en Inhuman # 1 (junio de 2014) y desempeña un papel clave después del lanzamiento de la Niebla Terrigena en todo el mundo al concluir la historia de "Infinity ".
Lash apareció en la tercera y quinta temporada de la serie de Marvel Cinematic Universe (MCU) Agents of S.H.I.E.L.D., interpretado por Matt Willig como Lash y Blair Underwood como su alter ego humano Andrew Garner, previamente presentado en la segunda temporada.

## Historial de publicaciones
Lash fue creado por el escritor Charles Soule y el artista Joe Madureira, y apareció por primera vez en Inhuman # 1 (junio de 2014).
Según Charles Soule, el personaje proviene de Orollan, otra ciudad inhumana:

La idea era que esa ciudad solo tenía una pequeña astilla del Cristal Terrigen, lo que significaba que no podía hacer el ritual de Terrigenesis que los Inhumanos atraviesan en la madurez para descubrirla. La gente de Orollan tenía que ser muy, muy selectiva al respecto y solo que podía admitir eso a las personas que pensaban que considéraban buenos poderes. Por lo tanto, era algo más que religioso para ellos, más que solo una parte de la vida inhumana.

Soule ha dicho que "está tratando de hacer lo que puede para reunir inhumanos fuertes para ayudar a su propia sociedad, pero también para limpiar el planeta de los inhumanos que nunca debió haber recibido Terrigenesis en primer lugar", porque "la idea es que no todos en la Tierra ven a todos estos nuevos Inhumanos apareciendo como algo bueno".
También aparece en All-New Invaders Issues # 14 para reclutar más Inhumanos.

## Biografía
Nacido en la ciudad de Inhumanos, escondida en Orollan (que está en algún lugar en Groenlandia), Lash fue uno de los pocos de su generación, elegidos para someterse al Terrigenesis. Cuando el rey Inhumano, Black Bolt activa una bomba Terrigen por encima de Nueva York, inundando el mundo con niebla Terrigen y el despertar de los poderes de los descendientes inhumanos que viven entre la humanidad (como se ve en el extremo de la " historia Infinity" y el inicio de la historia de la inhumanidad), Lash se embarcó en una misión para encontrar a todos los individuos afectados y juzgar por sí mismo si eran dignos de vivir con sus nuevas habilidades. Al llegar a Illinois, Lash se encontró con un inhumano llamado Dante Pertuz. Él trató de persuadir a Dante a unirse a él en Orollan, hasta que fue detenido por la reina inhumana, Medusa.
La contratación de un Nuhuman llamado Jason en Minnesota, Lash teletransporta a ambos en Orollan. Allí se explica que Jason y su familia eran descendientes de los Inhumanos y mientras su familia puede haber muerto durante el Terrigenesis, Jason ha sobrevivido y ahora tendrá un hogar entre sus compañeros supervivientes. Con sus regalos, que pueden reconstruir la ciudad y realizar maravillas. Lash muestra a Jason el espacio más sagrado en la cámara Terrigenesis, en Orollan. A continuación, se acumularon los cristales que otorgan Terrigenesis que mostrará al digno su verdadera forma. Lash dice a Jason que debe llamarse a sí mismo, Korvostax ahora y lo introduce a otros NuHumans que le explican que los seres humanos han formado las turbas y los atacó en sus comunidades. Los otros NuHumans en el grupo de Lash, culpan a Medusa. Los nuevos reclutas de Lash están reconstruyendo una pared a pesar de una ausencia casi total de la experiencia previa. Jason le pregunta por qué Lash no les está mostrando cómo hacer esto, y los demás le dicen que no es prudente hablar de esa manera que solía haber dos NuHumans más en el grupo. El grupo de Nueva Attilan se teletransporta cerca, buscan capturar a Lash en el consejo de Maggia. Lash dice a los demás que la reina Medusa, significa en matarlos, y los insta a luchar. A medida que la batalla se desarrolla entre el grupo de Nueva Attilan y el grupo de Lash, Jason se nutre de sus poderes por primera vez y comienza lanzando piedras a Gorgon. Lash absorbe la energía de un resorte volcánico a explosiones de energía que dispara al azar en el scrum. Jason se salva de la muerte por Gorgon que luego aturde a Lash con un pequeño temblor de tierra. Agarrando a Lash, Medusa lo empuja, entonces invita a Lineage de dar un paso adelante y decirle a Lash lo que le dijo. Lineage explica que Rayo Negro originalmente lanzado la nube Terrigen porque algo está viniendo para los Inhumanos y necesitan todo el mundo para celebrar de nuevo con tantas líneas de sangre ocultos de todas las naciones en la Tierra unida. Si no pueden preparar, sus especies (y tal vez los seres humanos también) se extinguirán. Medusa reúne a los NuHumans y le dice a Lash que puede ayudar a una u otra ella, se mantenga alejado, o cara la derrota. También se menciona que Lash puede decir a Ennilux y los otros de lo que ha ocurrido a ella.
Durante la historia de Civil War II, Lash aprende acerca de Iron Man en secuestrar a Ulysses Cain de New Attilan por Maximus. Consideró lo que Iron Man hizo como un acto de guerra contra todos los Inhumanos. Esto llevó al grupo de Lash a destruir Stark Manufacturing Facility SZ-4 cerca de Zúrich, Suiza, para que puedan forzar la mano de Medusa para atacar a Iron Man. Esto llevó a Medusa y los Ultimates a luchar contra el grupo de Lash hasta que Medusa los teletransporta al Triskelion donde Lash y sus seguidores son detenidos.
Después de escapar del Triskelion, Lash y sus seguidores descubren que Black Bolt está de vuelta en la Tierra y que ya no es más poderoso que antes. Se aprovechan de esto y atacan a Black Bolt. Después de que Lash secuestró a Blinky y lo llevó a Orollan, Black Bolt se entregó a él cuando Lash dice que usará la sangre de Black Bolt para hacer su propia bomba Terrigena para hacer nuevos Inhumanos. Antes de que Lash pueda seguir adelante con este plan, él y Jack Chain fueron asesinados por Blinky, que estaba poseído por el Carcelero.

## Poderes y Habilidades
Lash tiene varias capacidades de conversión de energía:
- Conversión de Energía: Lash puede convertir la energía de diversas fuentes y posteriormente se emiten desde sus palmas. Sus poderes son capaces de desintegrar a un ser vivo.
- Absorción de Energía: Puede atraer la energía necesaria para convertirla en otra forma de energía con el fin de usarla.
- La manipulación de la Energía: Lash ha demostrado que puede controlar toda la energía que pasa a tener a la mano en el momento para una variedad de efectos más allá de explosiones de desintegración.
- Escudo de energía

De acuerdo con Soule: "Digamos que alguien está corriendo hacia él - que es la energía cinética de Lash, puede cambiar todo eso en calor -. WHOOSH y - el otro sube en llamas".

## En otros medios

### Televisión
- Lash aparece en la tercera temporada de Agents of S.H.I.E.L.D., interpretado por Matt Willig.[8] El productor ejecutivo Jed Whedon explica que la adaptación del personaje al show es diferente a la de los cómics, pero algunos elementos se inspiran en el material original.[9] Esta versión de Lash se representa a tener la piel negra. Lash apareció por primera vez en el episodio "Las leyes de la naturaleza"[10] y el episodio "Los demonios que conoces", revelaron que se puede transformar en una forma humana.[11] El episodio "Entre nosotros se esconden...", reveló que Andrew Garner (interpretado por Blair Underwood), un psicólogo de la Universidad de Culver, que trabaja para S.H.I.E.L.D. y exmarido de la Agente Melinda May (interpretada por Ming-Na Wen) es la forma humana de Lash que pasó por la Terrigenesis mientras investigaba un libro de contabilidad de Inhumanos que era propiedad de Jiaying (interpretada por Dichen Lachman).[12] El show explica la capacidad de Lash para volver a su forma humana como su fase de transición antes de que él se convierte en totalmente un Inhumano.[13] Similar a la versión de sus cómics, rastrea a todos los Inhumanos y mata a los que son indignos sin perjuicios. Lash incluso alistó a un Inhumano llamado Dwight Frye que puede reaccionar ante cualquier Inhumano cercano para ayudar a encontrar a cualquier persona digna e indigna. Mientras que él ha intentado matar a Lincoln Campbell, la víctima de Lash incluyó el clon de Alisha Whitely, levitando al Inhumano Shane Henson, la inhumana Pirokinetica Lori Henson, Dwight Frye después de que cumplió su propósito, y una variedad de Agentes Inhumanos e Hydra sin nombre.[11] Garner después se entrega a S.H.I.E.L.D. antes de que su transformación se convierte en permanente y se las arregla para decir adiós a May antes de convertirse completamente en Lash.[14] Después de salvar a Daisy Johnson (interpretada por Chloe Bennet) de Hive (interpretado por Brett Dalton) y los "Alpha Primitivos" en el episodio "Emancipación", le ha purgado del control de Hive y mató al menos tres primitivos Inhumanos antes de morir al ser atravesado por la cadena de Hellfire. May se entristece por su muerte.[15]
  - En la quinta temporada, episodio "The Real Deal", una manifestación de miedo de Lash se encuentra entre las manifestaciones de miedo que se liberaron cuando el Kree Beacon explotó cerca de los tres monolitos. Fue destruido por Phil Coulson y Deathlok.[16]

### Videojuegos
Lash es un personaje jugable en Marvel Future Fight.